# Willie Wilson
Willie James Wilson (Montgomery, Alabama, 9 de julio de 1955), más conocido como Willie Wilson, es un exjugador profesional estadounidense de béisbol que se desempeñó en la posición de jardinero central en las Grandes Ligas de Béisbol (MLB). Es poseedor de un Guante de Oro.

## Carrera
Wilson jugó como profesional quince temporadas en Kansas City Royals (1976-1990), después pasó a Oakland Athletics (1991-1992), luego a Chicago Cubs, donde jugó dos temporadas (1993-1994), y fue el equipo en el que se retiró.

## Premios
Fue galardonado con el Guante de Oro en una oportunidad (1980).